# Тюленєв Іван Володимирович
Тюле́нєв Іва́н Володи́мирович (16 (28) січня 1892, с. Шатрошани, тепер Сурського району Ульяновської області — 15 серпня 1978, Москва) — радянський воєначальник, генерал армії (1940), Герой Радянського Союзу (21.02.1978), повний кавалер Георгіївського хреста (1915, 1916, 1916, 1917). Кандидат у члени ЦК ВКП(б) у 1941—1952 роках. Депутат Верховної Ради СРСР 2-го скликання.

## Біографія
Народився 16 (28) січня 1892 року в родині робітника. Закінчив сільську початкову школу в 1903 році. Працював ву селянському господарстві, різноробочим на крохмале-паточному заводі в Симбірську (нині Ульяновськ), підручним коваля, робітником на цегельному заводі. У 1908—1913 роках — матрос на Астраханських рибних промислах.

### Перша світова війна
На військовій службі в Російській імператорській армії з 1913 року, служив у 5-му драгунському Каргопольському полку в Казанському військовому окрузі. З вересня 1914 року брав участь у Першій світовій війні у складі цього полку, практично всю війну провів у складі 5-ї кавалерійської дивізії. Воював на Західному, Південно-Західному і Північному фронтах, відзначився в боях в Польщі і під Двінськом у Балтійських країнах. Вахмістр Тюленєв — повний Георгіївський кавалер. У 1917 році закінчив Чистопольську школу прапорщиків.

### Громадянська війна
Після Лютневої революції 1917 року Іван Тюленєв обирався членом ескадронного і полкового комітетів і депутатом Петроградської Ради робітничих і солдатських депутатів. У 1917 році переведений в запасний полк в Сизрані. Там з грудня 1917 року перебував в Червоній гвардії, брав активну участь у формуванні та бойових діях червоногвардійських загонів в Середньому Поволжі проти повсталих частин чехословацького корпусу.
Член РКП(б) з 1918 року.
У Червоній Армії з травня 1918 року. У Громадянську війну воював на Східному, Південному та Західному фронтах. У 1918 році командував взводом і ескадроном в Поволжі, воював проти чехословаків і військ КОМУЧа. У листопаді 1918 — квітні 1919 року навчався у Військовій академії РСЧА в Москві. З квітня 1919 року — помічник начальника штабу 4-ї кавалерійської дивізії О. І. Городовикова, з серпня 1919 року — начальник розвідувального відділу окремого кавалерійського корпусу С. М. Будьонного, з листопада 1919 року — начальник розвідки Першої кінної армії, з березня 1920 року — командир 2-ї кавалерійської бригади в 4-ї кавалерійській дивізії Першої кінної армії. Воював у її складі проти денікінців на Південному фронті і проти поляків на Західному фронті. У березні 1921 року, як делегат 10-го з'їзду РКП (б) спрямований для участі в придушенні Кронштадтського повстання, командував 137-м Мінським стрілецьким полком під час штурму фортеці.
З травня 1921 року виконував обов'язки командира 15-ї Сибірської кавалерійської дивізії, з серпня 1921 року — командував 1-ю кавалерійською бригадою, на цих постах влітку і восени 1921 року брав участь в придушенні Антонівського повстання на Тамбовщині. У 1921 році повернуто до Військової академії РСЧА для завершення освіти.

### Міжвоєнний період
У 1922 році закінчив Військову академію РККА, в 1929 році — курси удосконалення вищого начальницького складу, в 1930 році — курси партійно-політичної підготовки командирів-єдиноначальників при Військово-політичній академії імені Толмачова.
З жовтня 1922 року командував Особливою кавалерійською бригадою в Московському військовому окрузі, з червня 1924 року — командир 14-ї (потім 10-ї) Майкопської кавалерійської дивізії. З листопада 1925 року — інспектор кавалерії Північно-Кавказького військового округу, з серпня 1926 року — начальник Української кавалерійської школи імені С. М. Будьонного.
З листопада 1927 року — командир 2-ї окремої Кавказької кавалерійської бригади, а з листопада 1930 — командир і воєнком 1-й Особливої кавалерійської бригади імені Сталіна у складі Особливої Червонопрапорної Кавказької армії. З листопада 1931 року — помічник інспектора кавалерії РСЧА, з червня 1934 року — начальник Управління із кінського складу в центральному апараті Народного комісаріату оборони СРСР, з грудня 1934 року — начальник відділу Наркомату оборони СРСР із ремонтування кінського складу. З лютого 1936 року — заступник інспектора кавалерії РСЧА.

### Друга світова війна
З лютого 1938 командував військами Закавказького військового округу, на посаді командувача 12-ї армії брав участь в окупаційному поході радянських військ у Західну Україну (вересень 1939 року). З серпня 1940 року командував військами Московського військового округу.
У перший день німецько-радянської війни, 22 червня, генерал армії Тюленєв був призначений командувачем Південного фронту, керував його діями під час оборонних боїв в південній Україні. У вересні 1941 року був важко поранений під Дніпропетровськом і евакуйований в Центральний військовий госпіталь Москви. Ще не остаточно видужавши, за особистою вказівкою Сталіна в жовтні 1941 року був направлений в Уральський військовий округ з завданням в найкоротший термін сформувати 28-у армію в складі 14-ти стрілецьких і 6 кавалерійських дивізій, і з поставленим завданням впорався, передавши в кінці листопада 1941 армію в резерв Ставки Верховного Головнокомандувача на західному напрямку.
У січні 1942 року — заступник головнокомандувача військ Південно-Західного напрямку, брав участь у Барвінково-Лозівській наступальній операції. З кінця січня 1942 року  — командувач військ Закавказького військового округу.
З травня 1942 року і до 1945 року — командувач Закавказького фронту, війська якого у другій половині 1942 року зупинили війська вермахту на річці Терек, в передгір'ях Кавказу і на перевалах Головного Кавказького хребта, а також на Туапсинському напрямку.
З липня 1945 по липень 1946 року — командувач військ Харківського військового округу.

### Післявоєнний період
З липня 1946 року служив в центральному апараті Міністерства оборони СРСР на другорядних посадах: генерал-інспектор кавалерії РСЧА, з лютого 1948 року — заступник головнокомандувача Сухопутних військ — командувач кавалерією сухопутних військ, з серпня 1948 року — голова стрілецько-тактичного комітету в штабі Сухопутних військ, а з 1950 року — в Головному управлінні бойової та фізичної підготовки сухопутних військ. З березня 1955 року — начальник управління позавійськової підготовки в Міністерстві оборони.
З травня 1958 року — військовий інспектор-радник Групи генеральних інспекторів Міністерства оборони СРСР.
За вміле керівництво військами, особисту мужність і відвагу, проявлені в боротьбі з німецько-фашистськими загарбниками в роки німецько-радянської війни, великий внесок в підготовку і підвищення бойової готовності військ у післявоєнний період і у зв'язку з 60-річчям Радянської Армії і Військово-Морського Флоту Указом Президії Верховної Ради СРСР від 21 лютого 1978 року генералу армії Тюленєву Івану Володимировичу присвоєно звання Героя Радянського Союзу з врученням ордена Леніна і медалі «Золота Зірка».
Помер 15 серпня 1978 року. Похований в Москві на Новодівочому цвинтарі (ділянка 7).

## Твори
- «Советская кавалерия в боях за Родину», Москва, 1957;
- «Через три войны», 2 изд., Москва, 1972;
- "Крах операции «Эдельвейс», Орджоникидзе, 1975.
- Через три войны. Воспоминания командующего Южным и Закавказским фронтами. 1941—1945 Центрполиграф, 2007 г., 432 стр. ISBN 978-5-9524-2704-4

## Військові звання
- комдив (20.11.1935)
- комкор (22.02.1938)
- командарм 2-го рангу (48.02.1939)
- генерал армії (4.06.1940)

## Нагороди
- Герой Радянського Союзу (21.02.1978)
- чотири ордени Леніна (22.02.1941, 21.02.1945, 1962, 21.02.1978)
- орден Жовтневої Революції (1972)
- п'ять орденів Червоного Прапора (25.04.1921, 27.05.1921, 13.02.1930, 3.11.1944, 06.11.1947)
- орден Кутузова І ст. (28.01.1943)
- орден «За службу Батьківщині у Збройних Силах СРСР» ІІІ ст. (30.04.1975)
- Георгіївська медаль 4 ступеня (наказ по 5-му каргопольському полку від 3 серпня 1915 року)
- Георгіївський хрест 3 ступеня № 91405 (наказ по 5-му каргопольському полку від 10 листопада 1915 року)
- Георгіївський хрест 2 ступеня (наказ по 5-му каргопольському полку від 26 червня 1916 року)
- Георгіївський хрест 4-го ступеня (наказ по 5-му каргопольському полку від 9 липня 1916 року)
- Георгіївський хрест 1 ступеня (наказ по 5-му каргопольському полку від 5 лютого 1917 року)
- медалі